# Frühlings-Platterbse
Die Frühlings-Platterbse (Lathyrus vernus) ist eine Pflanzenart aus der Gattung Platterbsen (Lathyrus) in der Unterfamilie der Schmetterlingsblütler (Faboideae). Sie ist in Eurasien verbreitet.

## Beschreibung

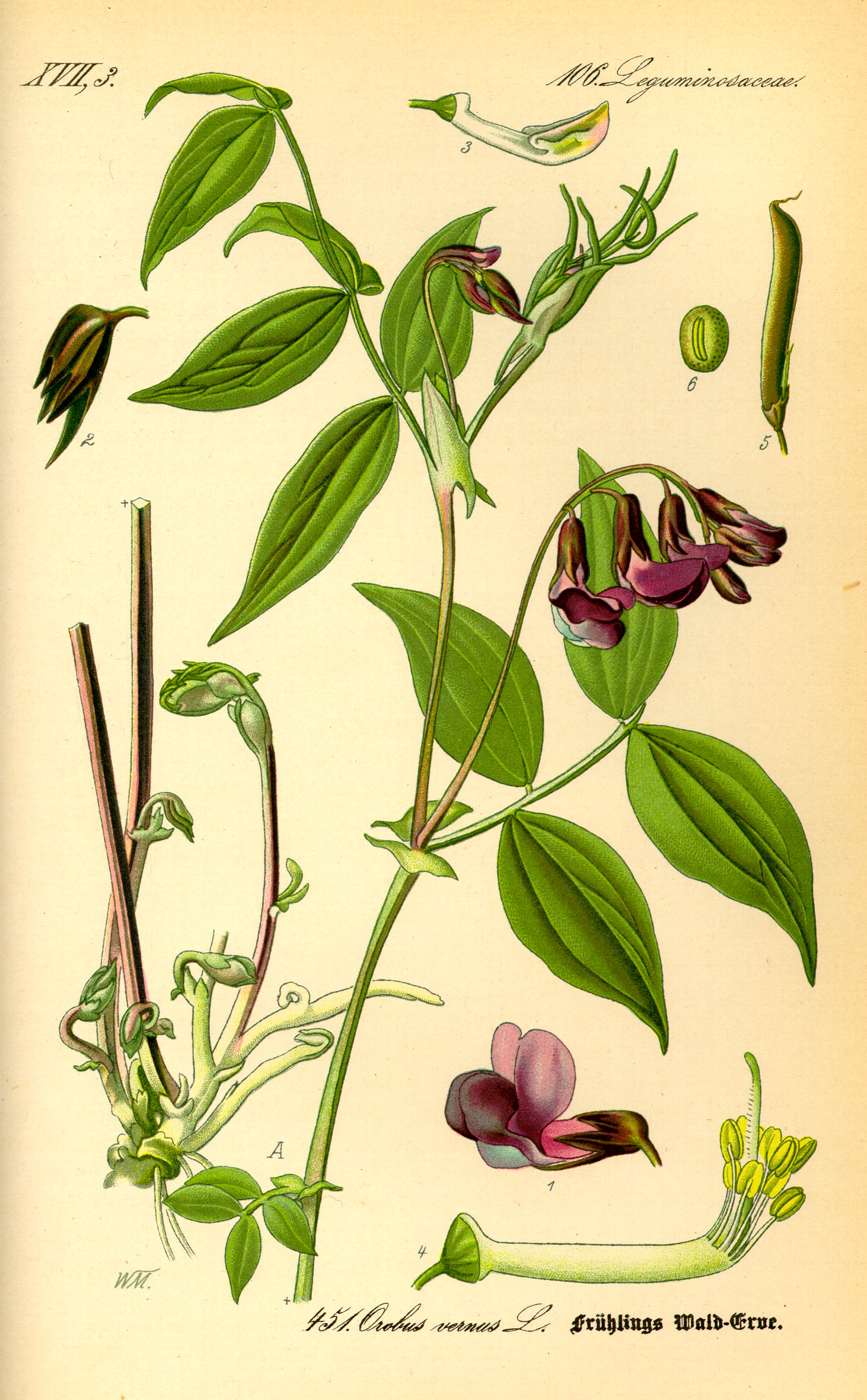
Illustration

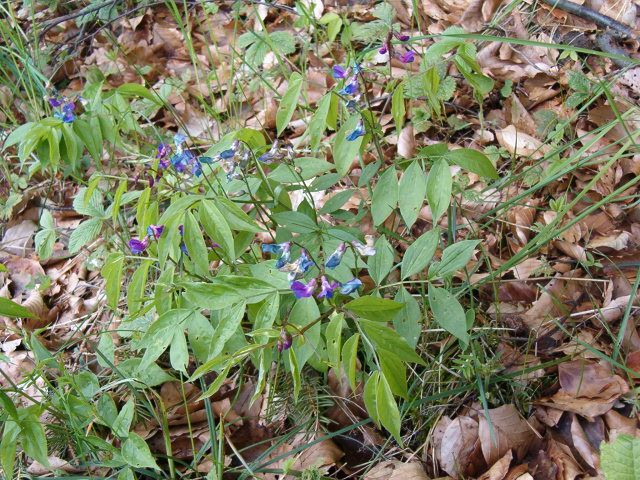
Habitus, Laubblätter und Blüten verschiedenen Alters von unterschiedlicher Farbe, Frankenwald in Bayern

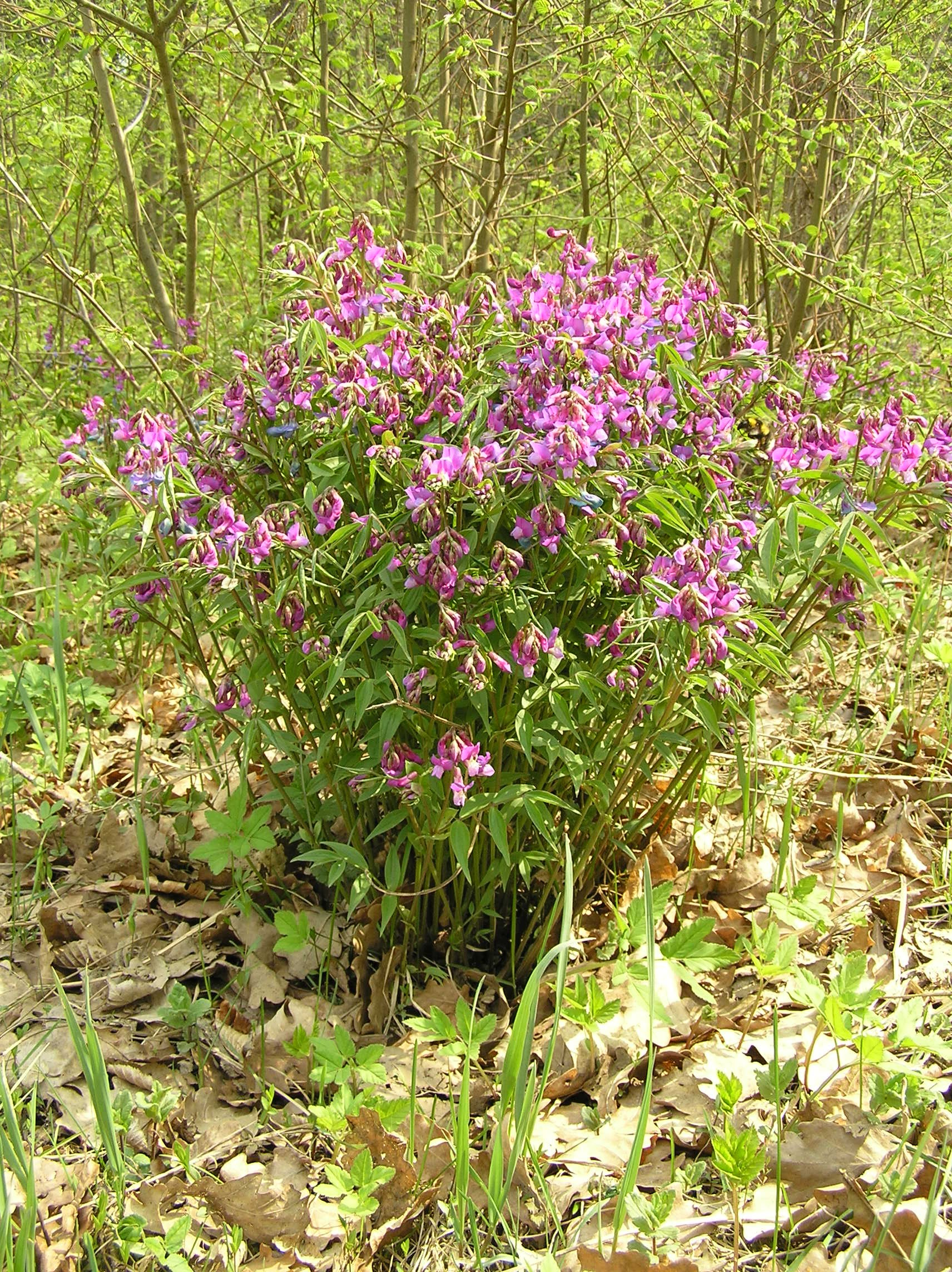
Frühlings-Platterbsen (Lathyrus vernus) bei Białowieża (Polen)

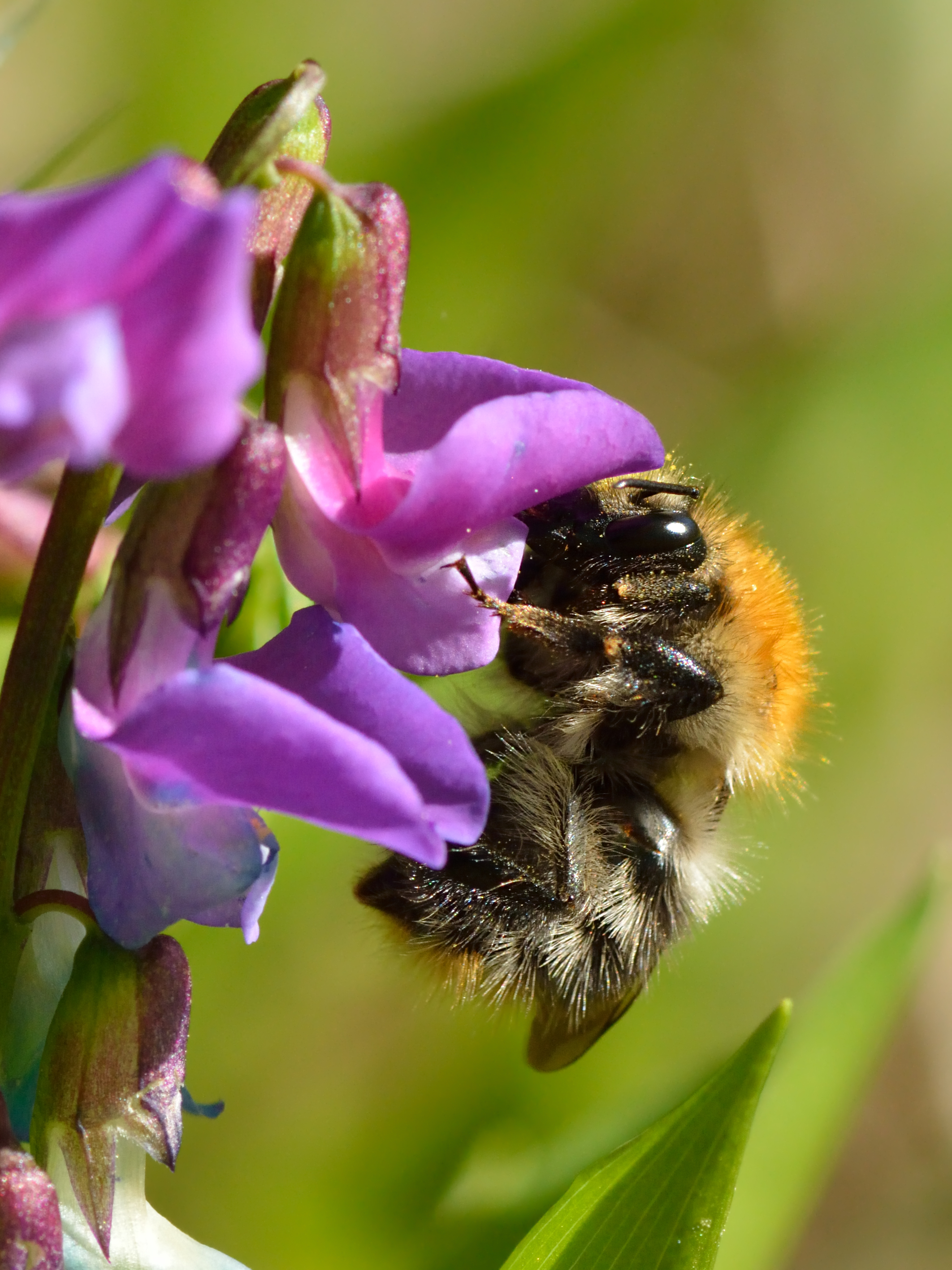
Bestäubung

### Vegetative Merkmale
Die Frühlings-Platterbse ist eine ausdauernde, krautige Pflanze und erreicht Wuchshöhen von 20 bis 40, selten bis 60 Zentimetern. Sie bildet ein kurzes, verzweigtes Rhizom und die Wurzeln reichen bis in eine Tiefe von 1 Meter. Die aufrechten bis aufsteigenden Stängel sind nicht verzweigt, gefurcht, eher kahl und besitzen an ihrer Basis verkümmerte Nebenblätter.
Die gefiederten Laubblätter besitzen zwei bis drei (selten ein bis vier) Fiederpaare und keine Ranken. Beim Trocknen werden die Blätter nicht schwarz. Der Blattstiel ist nicht geflügelt. Die Rhachis läuft in eine grannenartige Spitze aus. Die Fiederblättchen sind eiförmig, drei bis sieben (selten bis zehn) cm lang, 1 bis 3 cm breit und lang zugespitzt. Die Fiedernerven sind bogig und netzig verbunden. Die Blätter sind am Rand und an der Oberseite häufig kurz behaart, an der Unterseite glänzend. Die Spaltöffnungen sitzen an der Blattunterseite, an der Blattoberseite befinden sich elliptische Wasserspalten zur Ausscheidung flüssigen Wassers. Die Nebenblätter sind 10 bis 25 mm lang und 2 bis 8 mm breit, halbspießförmig mit kleinen Öhrchen.

### Generative Merkmale
Drei bis acht, selten bis zehn Blüten stehen in traubigen Blütenständen zusammen, die kürzer oder länger als ihr Tragblatt sind. Die oberen Blütenstände überragen den Endspross. Die Blüten stehen nickend bis abstehend und haben einen 1 bis 3 mm langen Blütenstiel. Deckblätter fehlen oder sind verkümmert.
Die zwittrigen Blüten sind zygomorph und fünfzählig mit doppelter Blütenhülle. Der Kelch ist an der Oberseite ausgesackt, eher kahl und braun bis violett überlaufen. Die Kelchzähne sind ungleich lang: die oberen sind dreieckig, zusammenneigend und deutlich kürzer als die unteren. Die unteren sind lanzettlich und ein Viertel bis halb so lang wie die Kelchröhre. Die Krone besitzt die typische Form der Schmetterlingsblüte, ist 13 bis 20 mm lang, von rotvioletter Farbe und wird beim Welken blau bis blaugrün. Die Fahne ist deutlich länger als Flügel und Schiffchen. Der Griffel ist nach oben hin nicht verbreitert, behaart und nicht gedreht. Blütezeit ist April bis Mai.
Die Hülsenfrüchte stehen aufrecht ab, sind 4 bis 6 cm lang und 5 bis 8 mm breit. Sie haben eine linealische, flache Form, der Griffelrest ist nach unten gekrümmt. Die Frucht ist netznervig, meistens kahl, von brauner Farbe und beinhaltet 8 bis 14 Samen. Diese sind 3 bis 4 mm lang, kugelig bis linsenförmig, haben eine glatte Oberfläche und sind einfärbig gelbbraun oder sind etwas dunkler marmoriert. Der Nabel ist schmal und nimmt ein Viertel bis ein Drittel des Samenumfangs ein.
Die Chromosomenzahl beträgt 2n = 14.

## Ökologie
Blütenökologisch handelt es sich um nektarführende Schmetterlingsblumen mit einem Bürstenmechanismus. Flügel und Schiffchen sind recht fest miteinander verbunden, die Blüten können nur von relativ kräftigen Insekten bestäubt werden. Dazu zählen besonders einige Hummel-Arten (Bombus pascuorum  (agrorum), Bombus confusus, Bombus hortorum, Bombus lapidarius, Bombus mastrucatus), aber auch einige Wildbienen-Arten (Osmia rufa, Anthophora acervorum, Leptidia sinapis, Eucera longicornis, Andrena-Arten) sowie die Westliche Honigbiene (Apis mellifera). Bombus terrestris ist ein Nektarräuber und beißt die Blüten seitlich auf.
Auf den Blättern schmarotzen Pilze (Peronospora viciae, Uromyces fabi, Erysibe polygoni, Mycosphaerella nerviseda) und unter den Gallmücken besonders Macrolabis orobi.
Bei den Früchten handelt es sich um Schleuderfrüchte: Durch das Austrocknen der Hülsenfrucht reißt diese auf und verstreut die Samen, die somit als Diasporen fungieren.

## Verbreitung und Standorte
Die Frühlings-Platterbse ist ein eurasisches Florenelement. Das Areal reicht von Ostfrankreich mit Unterbrechungen fast bis an die Pazifikküste Sibiriens.  In Belgien und den Niederlanden ist sie ein Neophyt, im Nordosten Deutschlands kommt sie nur zerstreut vor, im Nordwesten fehlt sie bis Kiel, ansonsten ist sie verbreitet. Im Saarland ist sie verschollen.
Die Frühlings-Platterbse wächst vor allem in Laubwäldern, seltener in Nadelmischwäldern. Sie kommt besonders auf frischen, nährstoffreichen, eher kalkhaltigen lockeren Ton- und Lehmböden vor. Sie ist ein Mullboden- und Kalkzeiger. Sie steigt bis in die montane, selten auch subalpine Höhenstufe, etwa in Engadin bis 1860 Meter und im Wallis bis 1900 Meter Meereshöhe.
Die Frühlings-Platterbse ist eine typische Pflanzenart der mitteleuropäischen Edellaubwälder. Sie ist eine Ordnungscharakterart der Buchenwälder (Fagetalia sylvaticae). Sie ist auch schon als strenger Buchenbegleiter bezeichnet worden. Das ist aber nicht ganz richtig. So fehlt sie in vielen Buchenwäldern vor allem auf kalkarmer Unterlage und in kälteren Lagen. Dafür kommt sie auch in Eichenwäldern, in Kastanienhainen, in Haselgebüschen, in nicht zu nassen Auenwäldern und auch in Fichten- und Lärchenwäldern vor.

## Taxonomie und Systematik
Die Frühlings-Platterbse wurde 1753 von Carl von Linné in Species Plantarum Band 2, Seite 728 als Orobus vernus erstbeschrieben.
Die Art wurde 1800 von Johann Jakob Bernhardi in Systemartiges Verzeichnis der Pflanzen, welche in der Gegend um Erfurt gefunden werden Seite 248 als Lathyrus vernus (L.) Bernh. in die Gattung Lathyrus gestellt.

### Unterarten
In der Schweiz werden zwei Unterarten unterschieden:
- Lathyrus vernus subsp. vernus: Die ökologischen Zeigerwerte nach Landolt et al. 2010 sind in der Schweiz: Feuchtezahl F = 2+w (frisch aber mäßig wechselnd), Lichtzahl L = 3 (halbschattig), Reaktionszahl R = 4 (neutral bis basisch), Temperaturzahl T = 3+ (unter-montan und ober-kollin), Nährstoffzahl N = 2 (nährstoffarm), Kontinentalitätszahl K = 4 (subkontinental).[4]
- Lathyrus vernus subsp. gracilis (Gaudin) Arcang.: Sie kommt in der Schweiz im südlichen Tessin und im Puschlav vor. Die ökologischen Zeigerwerte nach Landolt et al. 2010 sind in der Schweiz: Feuchtezahl F = 2 (mäßig trocken), Lichtzahl L = 3 (halbschattig), Reaktionszahl R = 5 (basisch), Temperaturzahl T = 4 (kollin), Nährstoffzahl N = 2 (nährstoffarm), Kontinentalitätszahl K = 4 (subkontinental).[4]

## Belege
- Siegmund Seybold (Hrsg.): Schmeil-Fitschen interaktiv. CD-ROM, Version 1.1. Quelle & Meyer, Wiebelsheim 2002, ISBN 3-494-01327-6.